# Flabelligera multipapillata
Flabelligera multipapillata är en ringmaskart som beskrevs av Hartmann-Schröder 1965. Flabelligera multipapillata ingår i släktet Flabelligera och familjen Flabelligeridae. Inga underarter finns listade i Catalogue of Life.